# هرانک
هرانک، روستایی از توابع بخش رودبارالموت شهرستان قزوین در استان قزوین ایران است. مردم روستای هرانک به زبان ترکی سخن می‌گویند.

## جمعیت
این روستا در دهستان الموت پایین قرار دارد و براساس سرشماری مرکز آمار ایران در سال ۱۳۸۵، جمعیت آن ۱۸۰ نفر (۵۲خانوار) بوده است.